# Georg Scharegg
Georg Scharegg (* 1960 in Chur, Kanton Graubünden) ist ein Schweizer Schauspieler, Hörspielsprecher, Regisseur und Theaterproduzent.

## Leben und Wirken
Georg Scharegg wuchs in der Schweiz auf. Er studierte Germanistik an der Universität Zürich und schloss das Studium 1984 bei Peter von Matt mit einer Arbeit über Fritz von Herzmanovsky-Orlando ab. Daneben machte er eine Ausbildung als Schauspieler und erhielt 1984 in Karlsruhe sein Diplom.
In der Folge hatte er Theaterengagements am Hessischen Staatstheater Wiesbaden (1986 bis 1991) und am Landestheater Tübingen (1991 bis 1993) sowie Gastverträge am Theater Freiburg und dem Renaissance-Theater Berlin (1993 bis 1996). Nach einer Zeit als Regieassistent in Zürich widmet sich Scharegg seit 1998 auch regelmäßig dem Regiebereich. Im Jahr 2003 war er Gründungsmitglied des Berliner Freien Theaters Theaterdiscounter, welches er seitdem als Regisseur leitet. Seit Ende der 1990er Jahre hat er auch Auftritte in deutschen und Schweizer Film- und Fernsehproduktionen und ist an Hörspielaufzeichnungen deutscher Rundfunkanstalten beteiligt.
Georg Scharegg lebt in Berlin.

## Filmografie (Auswahl)
- 1987–1989: Vorsicht Falle! (Fernsehserie, 2 Folgen)
- 1994: Tatort: Bienzle und das Narrenspiel (Fernsehreihe)
- 1994: Die Gerichtsreporterin (Fernsehserie, 3 Folgen)
- 1996: Die blinde Kuh
- 1997: Wilde Zeiten (Fernsehserie, 1 Folge)
- 1997: Bild ohne Titel (Kurzfilm)
- 1999: Für alle Fälle Stefanie (Fernsehserie, 1 Folge)
- 2001: Drehkreuz Airport (Fernsehserie, 1 Folge)
- 2004: Der letzte Zeuge (Fernsehserie, 1 Folge)
- 2006: Grounding – Die letzten Tage der Swissair
- 2006: Nachbeben
- 2014: Tatort: Verfolgt (Fernsehreihe)
- 2018: Blue My Mind
- 2018: Sohn meines Vaters
- 2019: Hotel Auschwitz

## Hörspiele (Auswahl)
- 1990: Wole Soyinka: Die Hyazinthenplage – Regie: Hans Gerd Krogmann
- 1992: Hatty Naylor, Bernd Breitbach: Charlies Himmelfahrt – Regie: Hans Gerd Krogmann
- 1993: Erich Hackl: König Wamba – Regie: Hans Gerd Krogmann
- 1993: Léo Malet: Bilder bluten nicht – Regie: Hans Gerd Krogmann
- 1993: Frank Werner: Cordelia und Coriander – Regie: Hans Gerd Krogmann
- 1997: Erich Maria Remarque: Arc de Triomphe – Regie: Christian Gebert
- 2010: Florian Goldberg, Heike Tauch: Der Russland Megadeal oder Gulag to Go – Regie: Heike Tauch
- 2011: Evelyne de la Chenelière: Die Füße der Engel – Regie: Ulrike Brinkmann
- 2016: Kathrin Röggla: Normalverdiener  – Regie: Leopold von Verschuer